# Lukášov
Lukášov (německy Luxdorf) je část okresního města Jablonec nad Nisou. Nachází se na severozápadě Jablonce nad Nisou. Lukášov je také název katastrálního území o rozloze 1,39 km².

## Historie
První písemná zmínka o vesnici pochází z roku 1576.